# Picot pitnegre de la Guaiana
El picot pitnegre de la Guaiana (Celeus torquatus) és una espècie d'ocell de la família dels pícids (Picidae) que habita la selva humida de les terres baixes de l'est de Veneçuela, le Guaianes i el nord-est del Brasil.
Alguns autors el consideren la subespècie tipus del picot pitnegre, que inclouria també el picot pitnegre atlàntic i el picot pitnegre amazònic.